# Flüssen
Flüssen ist ein Gemeindeteil der Gemeinde Kettershausen im Landkreis Unterallgäu im bayerischen Regierungsbezirk Schwaben.

## Geographie
Das Dorf, das zum Pfarrdorf Tafertshofen gehört, liegt nördlich des Hauptortes Kettershausen. Flüssen gehörte auch politisch zur Gemeinde Tafertshofen, die am 1. Januar 1972 insgesamt nach Kettershausen eingegliedert wurde. Am östlichen Ortsrand fließt die Günz, südwestlich erstreckt sich das rund 44 ha große Naturschutzgebiet Kettershausener Ried.

## Bauwerke

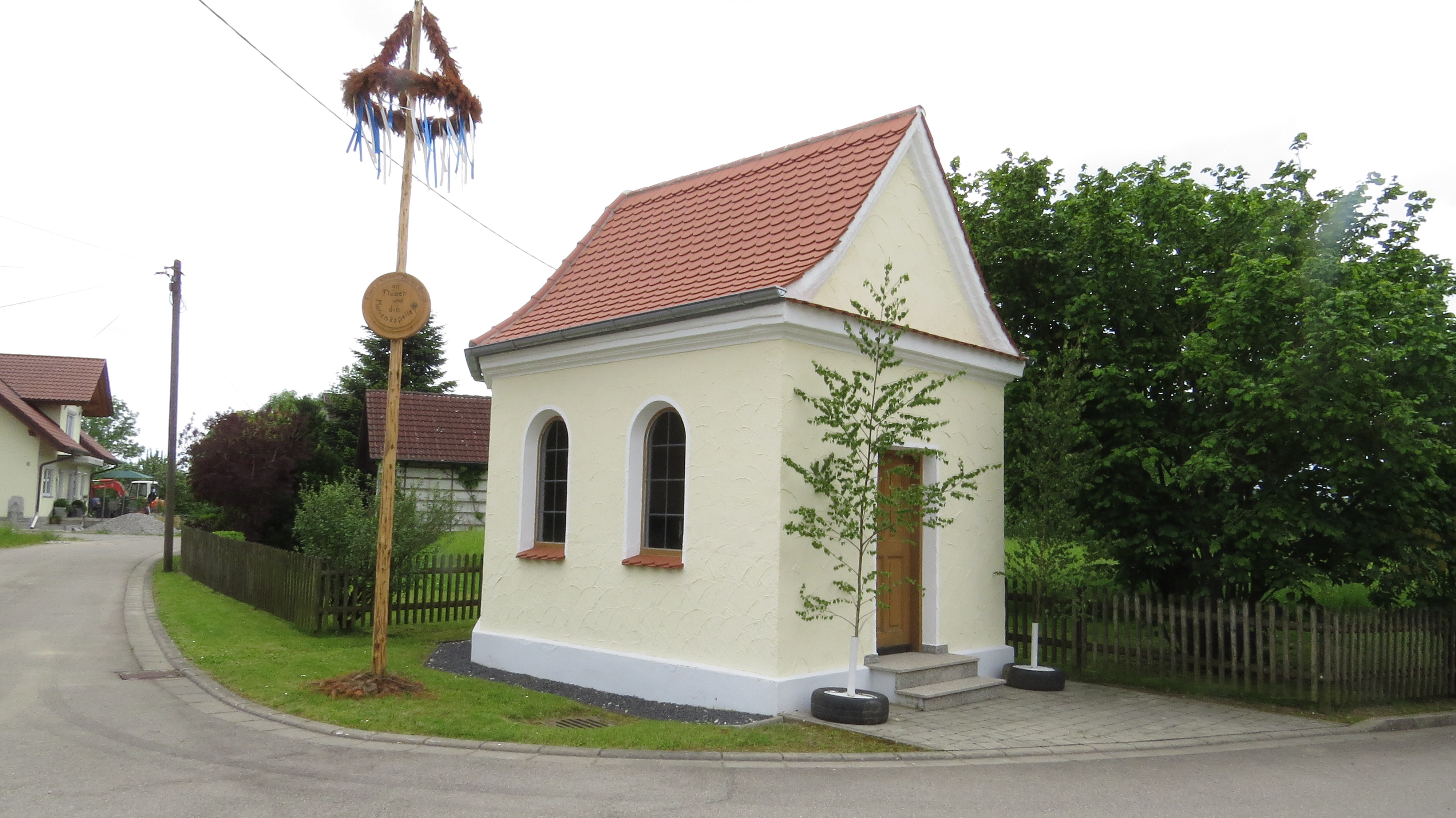
Katholische Kapelle St. Maria (2016)

In der Liste der Baudenkmäler in Kettershausen ist für Flüssen ein Baudenkmal aufgeführt:
- Die im 3. Viertel des 19. Jahrhunderts errichtete katholische Kapelle St. Maria ist ein kleiner Giebelbau mit polygonalem Schluss.